# Matthew Wells (hockeyer)
 Matthew Wayne Wells (Hobart, 2 mei 1978) is een voormalig hockeyer uit Australië. 
Wells nam driemaal deel aan de Olympische Spelen en won in 2000 in eigen land de bronzen medaille en in 2004 de gouden medaille door Nederland in de finale te verslaan, en in 2008 wederom de bronzen medaille. Wells won de Australische ploeg driemaal de Champions Trophy en in 2002 de zilveren medaille tijdens het wereldkampioenschap.

## Erelijst
- 1998 –  Champions Trophy in Lahore
- 1999 –  Champions Trophy in Brisbane
- 2000 – 5e Champions Trophy in Amstelveen
- 2000 –  Olympische Spelen in Sydney
- 2001 –  Champions Trophy in Rotterdam
- 2002 – 5e Champions Trophy in Keulen
- 2002 –  Wereldkampioenschap in Kuala Lumpur
- 2003 –  Champions Trophy in Amstelveen
- 2004 –  Olympische Spelen in Athene
- 2005 –  Champions Trophy in Chennai
- 2007 –  Champions Trophy in Kuala Lumpur
- 2008 –  Champions Trophy in Rotterdam
- 2008 –  Olympische Spelen in Peking